# Nadav Raisberg
Nadav Raisberg (in ebraico נדב רייסברג‎?; Dafna, 29 marzo 2001) è un ciclista su strada e mountain biker israeliano che corre per il team Israel-Premier Tech.

## Palmarès

### Mountain bike
- 2019

3ª prova Carmel Cup, Cross country Junior (Rosh HaAyin)

## Piazzamenti

### Grandi Giri
- Giro d'Italia

2024: non partito (6ª tappa)

### Classiche monumento
- Parigi-Roubaix

2024: 67º

### Competizioni mondiali
- Campionati del mondo di mountain bike

Lenzerheide 2018 - Cross country Junior: 62º
Val di Sole 2021 - Cross country Under-23: 45º

### Competizioni europee
- Campionati europei su strada

Drenthe 2023 - In linea Under-23: 58º
- Campionati europei di mountain bike

Novi Sad 2021 - Cross country Under-23: 19º